# Venonia coruscans
Venonia coruscans là một loài nhện trong họ Lycosidae.
Loài này thuộc chi Venonia. Venonia coruscans được Tord Tamerlan Teodor Thorell miêu tả năm 1894.